# No Light, No Light
"No Light, No Light" – utwór indierockowej brytyjskiej grupy Florence and the Machine pochodzący z ich drugiego albumu studyjnego zatytułowanego Ceremonials. Został napisany przez wokalistkę Florence Welch oraz Isabellę Summers, natomiast jego produkcją zajął się Paul Epworth, zdobywca nagrody Grammy. Piosenka powstała w autobusie podczas pobytu grupy w Amsterdamie i była pierwszym utworem na nową płytę. Nagrany został w Abbey Road Studios. 16 stycznia 2012 roku utwór został wydany przez wytwórnię muzyczną Island Records jako trzeci singel grupy wraz z dwoma remiksami od Davida Andrew Sitka i Breakage. Singel dotarł do 50. pozycji na liście UK Singles Chart i Irish Singles Chart.

## Listy przebojów
| Lista (2012)                            | Najwyższa pozycja |
| --------------------------------------- | ----------------- |
| Australia (ARIA)                        | 95                |
| Belgia (Flandria) (Ultratop 50 Singles) | 10                |
| Irlandia (Top 50 Singles)               | 50                |
| Polska (AirPlay – Nowości)              | 1                 |
| Wielka Brytania (Singles Top 100)       | 50                |
| Węgry (Rádiós Top 40 játszási lista)    | 36                |